# Provincia di Quang Ninh
Quang Ninh (vietnamita: Quảng Ninh) è una provincia del Vietnam, della regione di Dong Bac. Il nome deriva dal sino-vietnamita (Hán Tự: 廣寧). Occupa una superficie di 6.099 km² e ha una popolazione di 1.320.324 abitanti.
La capitale provinciale è Hạ Long.

## Distretti
Di questa provincia fanno parte due città municipali (Hạ Long e Móng Cái), due città (Cẩm Phả, e Uông Bí), e dieci distretti:
- Ba Chẽ
- Bình Liêu
- Cô Tô
- Đầm Hà
- Đông Triều
- Hải Hà
- Hoành Bồ
- Tiên Yên
- Vân Đồn
- Yên Hưng